# Uznach
Uznach é uma comuna da Suíça, no Cantão São Galo, com cerca de 5.515 habitantes. Estende-se por uma área de 7,55 km², de densidade populacional de 730 hab/km². Confina com as seguintes comunas: Benken, Ernetschwil, Eschenbach, Gommiswald, Kaltbrunn, Sankt Gallenkappel, Schmerikon, Tuggen (SZ).
A língua oficial nesta comuna é o Alemão.